# Candida lusitaniae
Espèce
Candida lusitaniae est une espèce de levures peu fréquente. Elle peut causer chez les humains dont l'immunité est compromise des infections opportunistes essentiellement nosocomiales ou iatrogènes. C. lusitaniae a été initialement isolée du tube digestif des animaux à sang chaud.

## Épidémiologie
Selon une étude rétrospective de la prise en charge des candidémies en 2004 au CHU de Côte-de-Nacre du Centre hospitalier régional universitaire de Caen, C. lusitaniae représente que 7 % des cas.